# Spoelsporig mosschijfje
Het spoelsporig mosschijfje (Octospora axillaris) is een kleine oranje paddenstoel uit de familie Pyronemataceae. Het komt voor in gras- en hooilanden ben leeft mogelijk zwak parasitisch bij bladmossen. Het komt voor bij het gewoon knopmos (Phascum cuspidatum) en infecteert de steel en bladeren.

## Kenmerken
De apothecia hebben een diameter tot 3 mm. Het hymenium is oranje en de vorm is vlak of bol. Het heeft geen gedifferentieerde rand. De asci zijn 8-sporig. De sporen liggen in een of twee rijen (uni- tot biseriaat). De gladde ascosporen zijn smal ellipsoïde, soms licht spoelvormig aan één of beide uiteinden, hebben meestal twee oliedruppels en meten (19-)21-26(-28) × (9-)10-11(-11,5) µm.

## Verspreiding
Het spoelsporig mosschijfje komt voor in Noord-Amerika en Europa (Tsjechië, Frankrijk, Duitsland, Slowakije, Hongarije en Nederland). In Nederland komt het vrij zeldzaam voor .